# Kapuzinerkloster Worms

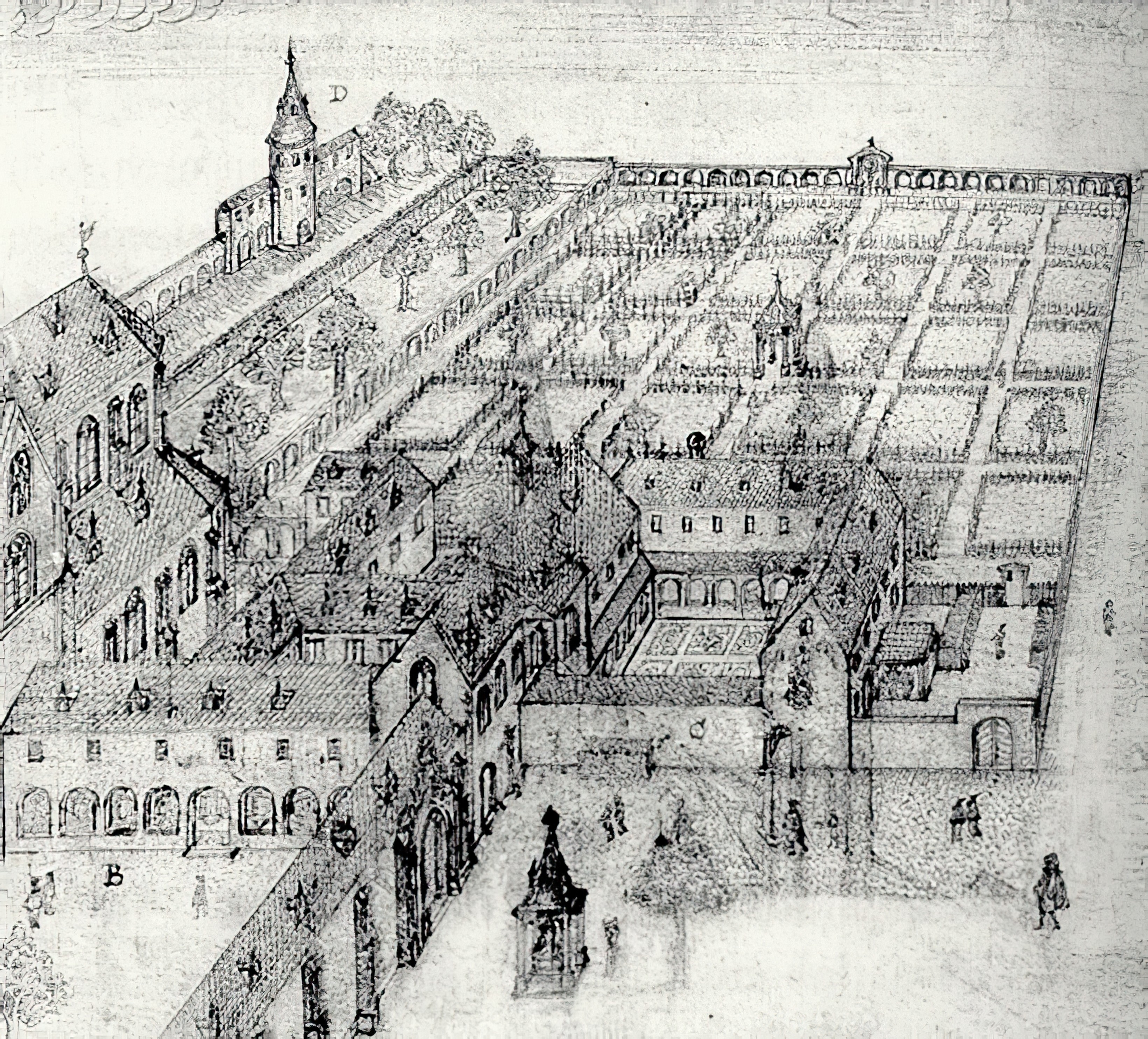
Kloster, Blick nach Osten; im Hintergrund der Klostergarten, links der Chor der Liebfrauenkirche, Zeichnung von Peter Hamman

Das Kapuzinerkloster Worms war eine Gründung der Gegenreformation und wurde nach der Annexion von Worms durch Frankreich 1802 aufgelöst.

## Geschichte

### Ausgangslage
Die Stadt Worms war in der Reformation überwiegend lutherisch geworden. Lediglich ein unmittelbar mit dem Bistum Worms verbundener Personenkreis blieb römisch-katholisch und befand sich nun in der Minderheit. Im Zuge des Dreißigjährigen Kriegs besetzten spanische Truppen, die auf katholischer Seite kämpften, die Stadt. Das nutzte die römisch-katholische Minderheit in der Stadt, um hier die Sache der Gegenreformation zu fördern. Eine der darauf zielenden Maßnahmen war, eine Niederlassung des Kapuzinerordens zu gründen. Schon seit 1624 hatte Bischof Georg Friedrich von Greiffenclau zu Vollrads in der Angelegenheit mit dem Orden verhandelt.

### Gründung
1629 – Bischof war inzwischen Georg Anton von Rodenstein – kamen die ersten vier Kapuziner nach Worms und wurden zunächst in einem Stiftshaus des Liebfrauenstifts in der nördlichen Vorstadt untergebracht. Um keinen Konflikt mit dem lutherischen Magistrat zu provozieren, wurden die Mönche zunächst als Kapläne des Bischofs ausgegeben. Sie übernahmen in der Stadt und in Ortschaften des unmittelbaren Umlands eine Reihe von Predigtaufträgen und seelsorgerischen Aufgaben. Bald kristallisierte sich eine enge örtliche Bindung an die Liebfrauenkirche heraus, wo sie auch gottesdienstliche Pflichten übernahmen.
Am 14. November 1631 erteilte Bischof Georg Anton von Rodenstein die Genehmigung zur Niederlassung des Ordens in Worms, die offizielle Gründung des Klosters in Worms.
Schon wenige Wochen später besetzten im Dezember 1631 schwedische, lutherische Truppen die Stadt. Nahezu der komplette römisch-katholische Klerus floh. Nur wenige – es gibt unterschiedliche Angaben: zwei oder fünf Kleriker – sollen geblieben sein, darunter auch Kapuziner. Der Bischof erteilte ihnen daraufhin den Predigtauftrag im Dom, um das römisch-katholische Leben aufrechtzuerhalten. Die schwedische Besatzung versuchte genau das Gegenteil zu erreichen und stellte die Kapuziner 1632 unter Hausarrest. Pater Kilian begab sich daraufhin heimlich zum Dom und blieb dort, um weiter den Gottesdienst sicherzustellen, bevor die Schweden den Dom noch im gleichen Jahr zur lutherischen Pfarrkirche umwidmeten. Das Ansinnen des lutherischen Magistrats, den römisch-katholischen Gottesdienst in der Stadt ganz zu verbieten, konnten die Kapuziner aber abwehren. Da die Schweden die Vorstadt aus militärischen Gründen räumen wollten, mussten die Kapuziner in das Haus des Propstes des Andreasstiftes in der Stadt umziehen.

### Aufbau

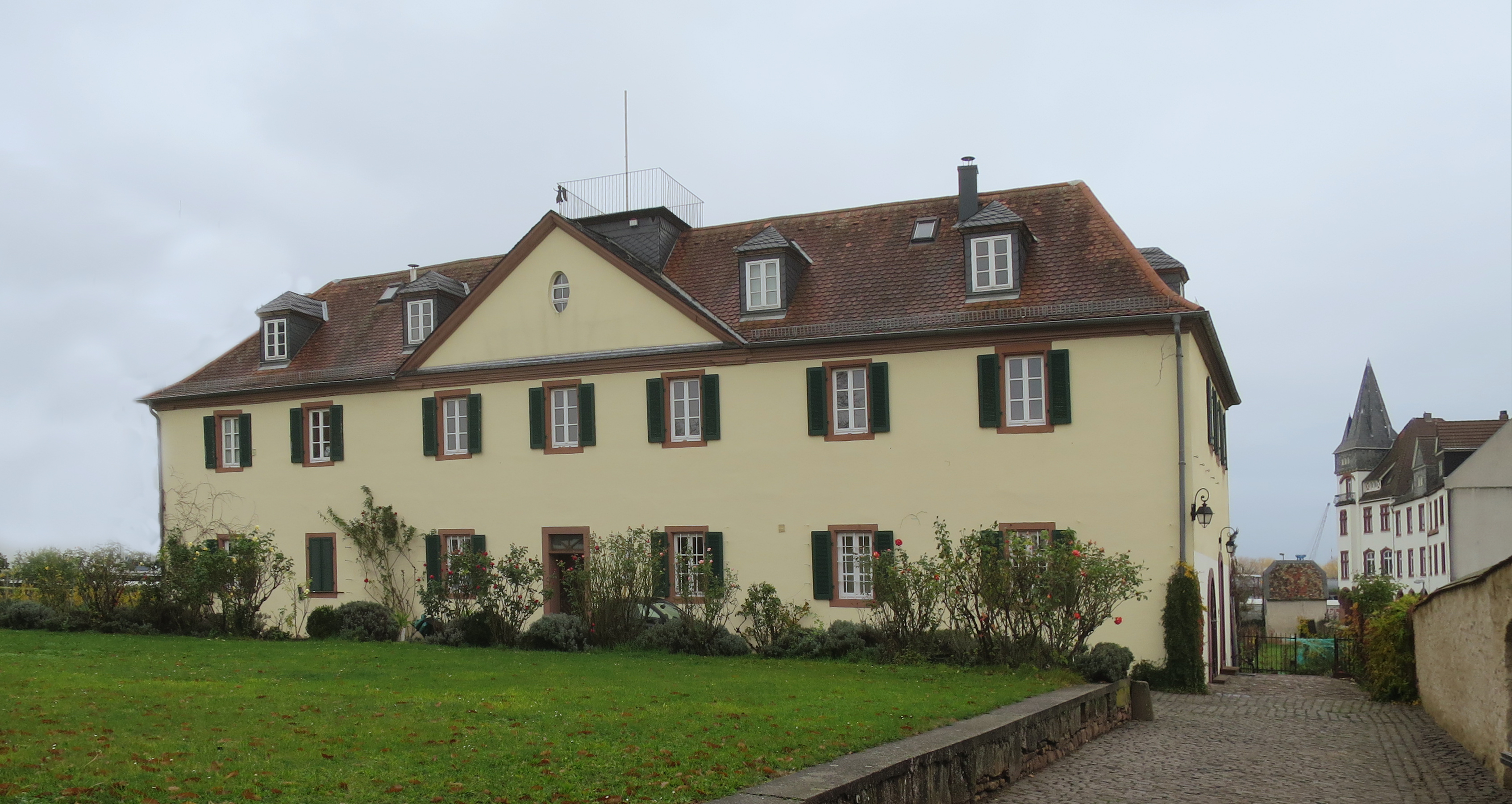
Erhaltener Ostflügel des Klosters von 1757/58, später Weingut Valckenberg

Nach der Schlacht bei Nördlingen hielten die Schweden Worms noch einige Monate, mussten sich aber 1635 zurückziehen. Es folgte wieder eine römisch-katholische Besatzung, der Bischof kehrte aus dem Exil zurück und die Kapuziner wurden wieder gefördert. Sie erhielten vom Bischof 1637 die ehemalige Pfarrkirche St. Amandus zugeteilt, der für den Klosterbau auch angrenzendes Gelände kaufte. Die Kirche lag etwas südlich der Liebfrauenkirche, war allerdings – ebenso wie alle Gebäude auf den gekauften angrenzenden Grundstücken – Ruine, die Pfarrrechte waren in die Liebfrauenkirche übertragen worden. Nach wie vor herrschte Krieg, die wirtschaftliche Lage war desaströs und für einen Klosterneubau kein Geld vorhanden.
Um das Liebfrauenstift war es ähnlich schlecht bestellt, auch wenn dessen Kirche erhalten geblieben war. So kam es 1642 zwischen beiden Einrichtungen zu einer Abmachung, dass den Kapuzinern zwei am Kreuzgang der Stiftskirche gelegene und nicht mehr besetzte Stiftsherrenhäuser und die dort gelegene Jodokuskapelle als Ordenskirche zur Nutzung überlassen wurden, wofür sie Gottesdienste in der Stiftskirche übernahmen. Der Bischof und 1645 auch der Papst stimmten dieser Regelung zu. Der Rat der Stadt wollte das 1649 noch mit dem Hinweis auf die Normaljahr-Regelung verhindern, was misslang. 1650 schloss er mit den Kapuzinern ein Abkommen, das den status quo festschrieb. In der Folge wurden die übernommenen Gebäude zu einem Kloster ausgebaut. 1651 hatte der Konvent 12 Mitglieder. Einbrüche in der Zahl der Konventualen gab es vor allem während der Pest 1666 und in der Folge des Pfälzischen Erbfolgekrieges.
Im Pfälzischen Erbfolgekrieg brannten Truppen König Ludwigs XIV. die Stadt Worms 1689 nieder. Das Kapuzinerkloster blieb davon weitgehend verschont, weil es als Quartier für französische Offiziere diente. 1692 war das Gelände Teil eines Schlachtfeldes in einem Kampf zwischen Reichstruppen und französischem Militär, wobei das Kapuzinerkloster und die Jodokuskapelle beschädigt wurden. Der Magistrat der Stadt versuchte weiter den Auf- und Ausbau des Klosters zu behindern, was letztendlich aber ohne Erfolg blieb. 1707 waren die Schäden beseitigt und der Konvent hatte 15 Mitglieder. 1753 wurde – es hatte Streitigkeiten gegeben – das Abkommen mit dem Liebfrauenstift erneuert.
1757/58 wurden die alten Klostergebäude abgerissen und das Kloster neu errichtet. Immerhin wurden damals 21 Klosterzellen eingebaut, geplant wurde ursprünglich wohl noch größer. Es handelte sich um eine Vierflügelanlage, die sich um einen geschlossenen Innenhof gruppierte. Auch jetzt versuchte der Magistrat – auch diesmal vergeblich – das Vorhaben zu verhindern. Finanziert wurde der Neubau überwiegend von der Ordensprovinz und der bischöflichen Rentkammer. In einem überwiegend evangelischen Umfeld war das „Geschäft“ eines römisch-katholischen Bettelordens nicht besonders einträglich. Für die zweite Hälfte des 18. Jahrhunderts sind die Quellen zum Kapuzinerkloster spärlich.
Den Kapuzinern oblag die Seelsorge für die Pfarrgemeinde St. Amandus. Diese war nach der Reformation und der Stadtzerstörung 1689 nur sehr klein, die kleinste in ganz Worms. Zunächst waren es nur 40 Gemeindeglieder, Ende des 18. Jahrhunderts waren es 70. Darüber hinaus waren die Kapuziner in den Gemeinden Abenheim, Herrnsheim, Neuhausen, Rheindürkheim und Horchheim aktiv.

### Ende

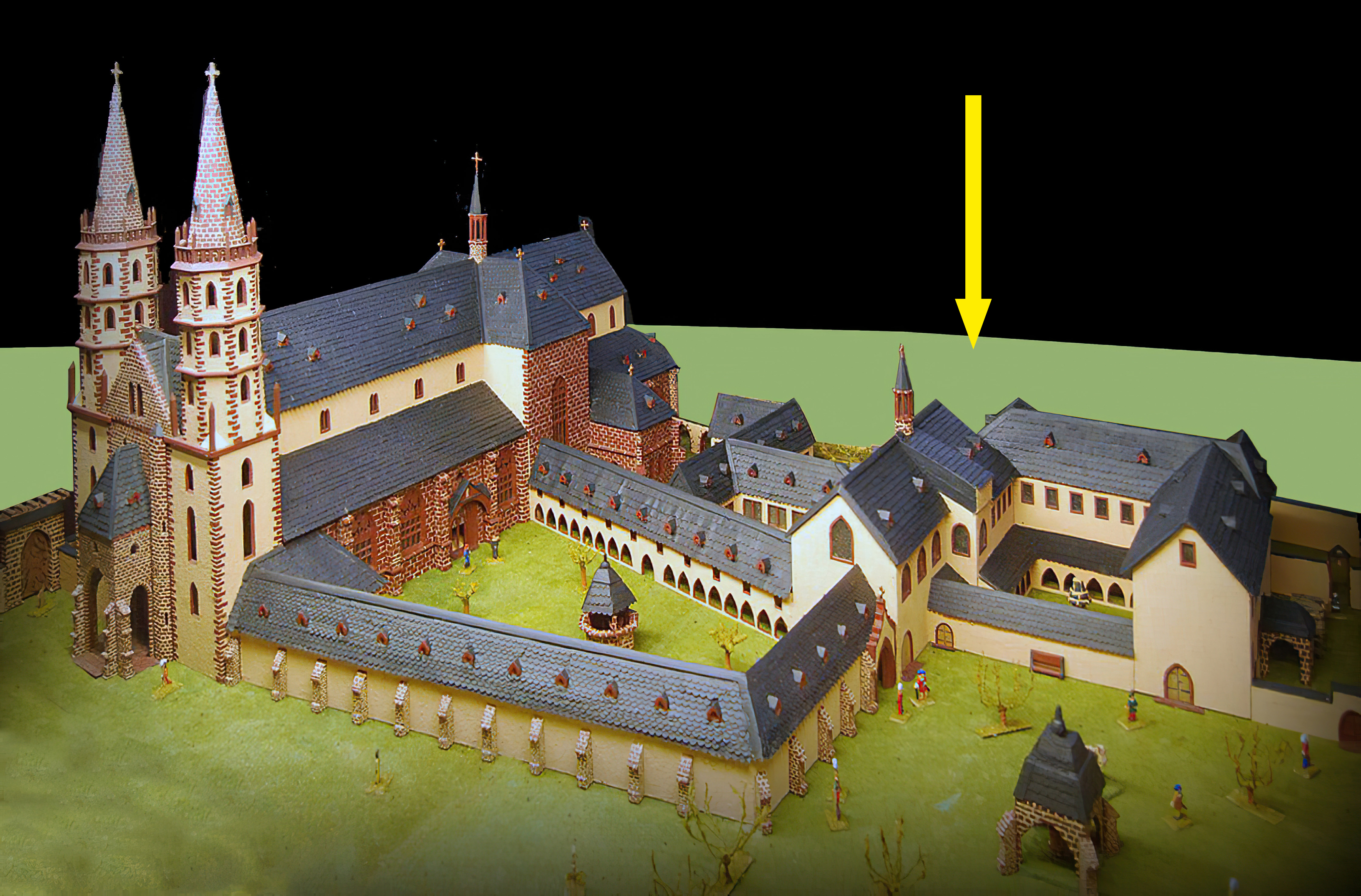
Kapuzinerkloster vor 1792 (gelber Pfeil); Liebfrauenkirche links (Zustand der Türme: Ende 19. Jh.)

Nachdem 1792 französische Truppen erstmals im Rahmen der Revolutionskriege Worms besetzten, floh ein Teil des Konvents. Einige Mönche leisteten gleichwohl später den Eid auf die französische Verfassung. Am 9. Juni 1802 wurde das Kloster – Worms war inzwischen von Frankreich annektiert – mit einem Konsularbeschluss („Arrêté des Consuls“) – im rechtlichen Sinne eine Verordnung – säkularisiert und formal aufgelöst. Das Kloster bewohnten damals noch neun Mönche, die zwischen 53 und 73 Jahre alt waren. Einige blieben in Worms, einige gingen auf das rechte Rheinufer. Den einzig materiell wertvollen Besitz des Klosters stellte dessen Weingarten da, auf dem die Trauben für die Liebfrauenmilch wuchsen. Er wurde zusammen mit dem baulich ruinösen Kloster und dem Kreuzgang der Liebfrauenkirche von dem Mainzer Karl Christian Parcus 1803 für 2000 Gulden ersteigert. Er ließ bis 1809 Kreuzgang, Jodokuskapelle und weitgehend auch das Kapuzinerkloster selbst abbrechen und erweiterte den Weingarten auf dieses Gelände. Nur der Ostflügel des Klosters blieb erhalten und diente seitdem als Weingut. Dieses Gebäude ist der einzig erhaltene bauliche Rest des Klosters.

## Organisation
Das Wormser Kapuzinerkloster gehörte zunächst zur Kölnisch-Rheinischen Provinz des Ordens und dort zur oberen (südlichen) Kustodie. Nach der Teilung der Provinz 1668 gehörte das Kloster zur Rheinischen Provinz und hier zur pfälzischen Kustodie. Geleitet wurde das Kloster seit 1632 von einem Guardian. Nur in der Zeit nach der Stadtzerstörung war der Konvent offenbar so klein, dass dieses Amt bis ins Jahr 1700 nicht besetzt war.